# Pares fundadors de la Unió Europea

Bandera de la Comunitat Europea del Carbó i de l'Acer, una de les primeres institucions de la Unió Europea

Els pares fundadors de la Unió Europea són una sèrie de personatges que han estat reconeguts amb una contribució important en el desenvolupament de la unitat europea del segle xx. Aquest sobrenom va ser donat per la premsa i la historiografia, a un grup històricament definit de set figures polítiques que van exercir un paper fundacional a l'operació d'un paper clau a l'establiment del grup de la Comunitat Europea del Carbó i de l'Acer i la Comunitat Econòmica Europea, institucions orígens de l'actual Unió Europea. Aquests són l'alemany Konrad Adenauer, el luxemburguès Joseph Bech, l'holandès Johan Willem Beyen, l'italià Alcide De Gasperi, els francesos Jean Monnet, Robert Schuman i el belga Paul-Henri Spaak.
Altres personatges notables també han tingut un paper important a la història de la integració europea com Robert Marjolin. Alguns precursors són reconeguts i van ser pioners en la causa d'una federació europea, advocant per la idea, i contribuint a la seva aplicació efectiva: en la dècada de 1920, personalitats com Aristide Briand, Richard Nikolaus Graf Coudenhove-Kalergi i Louis Loucheur. També es pot citar Winston Churchill, qui en el seu «discurs a la joventut d'estudiants» a la Universitat de Zúric el 1946, va expressar a la seva manera, la seva visió d'una Europa unida (encara que n'excloïa Gran Bretanya).
Alguns van ser protagonistes principals per a l'important paper que els pertanyia a l'avançament per a la integració europea: entre ells l'alemany Walter Hallstein primer president de la Comissió Europea, l'italià Altiero Spinelli autor del Manifest Ventotene i inspirador d'un projecte de «Tractat de la Unió Europea» el 1984, o el francès Jacques Delors president de la Comissió Europea de 1985 fins a 1995.

## Llista
La Unió Europea considera que els seus fundadors són:
- Konrad Adenauer (Alemanya)
- Joseph Bech (Luxemburg)
- Johan Willem Beyen (Països Baixos)
- Winston Churchill (Gran Bretanya)
- Alcide De Gasperi (Itàlia)
- Walter Hallstein (Alemanya)
- Sicco Mansholt (Països Baixos)
- Jean Monnet (França)
- Robert Schuman (França)
- Paul-Henri Spaak (Bèlgica)
- Altiero Spinelli (Itàlia)

Altres fonts són més limitades.

## Propostes i Roma
El comte Richard Nikolaus Graf Coudenhove-Kalergi (1894-1972) va publicar la Unió Internacional Paneuropea el 1923 que va establir el moviment d'aquest nom. A l'inici de la dècada de 1950, Robert Schuman (1886-1963), basat en un pla de Jean Monnet (1888-1979), va demanar una Comunitat Europea del Carbó i de l'Acer, en la seva «Declaració Schuman». Monnet es va convertir en el primer president de la Comissió Europea. Schuman més tard va tenir el càrrec de president del Parlament Europeu, i es va fer notable per l'avançament de la integració europea.
A propòsit de la seva creació, el Tractat de Roma va establir la Comunitat Econòmica Europea. Encara que no totes les persones que van signar el tractat es coneixen com a fundadors, alguns es poden considerar com Paul-Henri Spaak (1899-1972), qui també va treballar en el tractat, així com a la unió de Benelux amb el Memoràndum del Benelux de 1955 i va ser el primer president del Parlament de la Unió Europea. Altres pares fundadors que van signar el tractat eren Konrad Adenauer (1876-1967) d'Alemanya [4] i Joseph Bech (1887-1975) de Luxemburg.